# Bahnhof Shin-Shizuoka
Der Bahnhof Shin-Shizuoka (jap. 新静岡駅, Shin-Shizuoka-eki) ist ein Bahnhof auf der japanischen Insel Honshū, betrieben von der Bahngesellschaft Shizuoka Tetsudō. Er befindet sich in der Präfektur Shizuoka auf dem Gebiet der Stadt Shizuoka, genauer im Bezirk Aoi-ku.

## Beschreibung

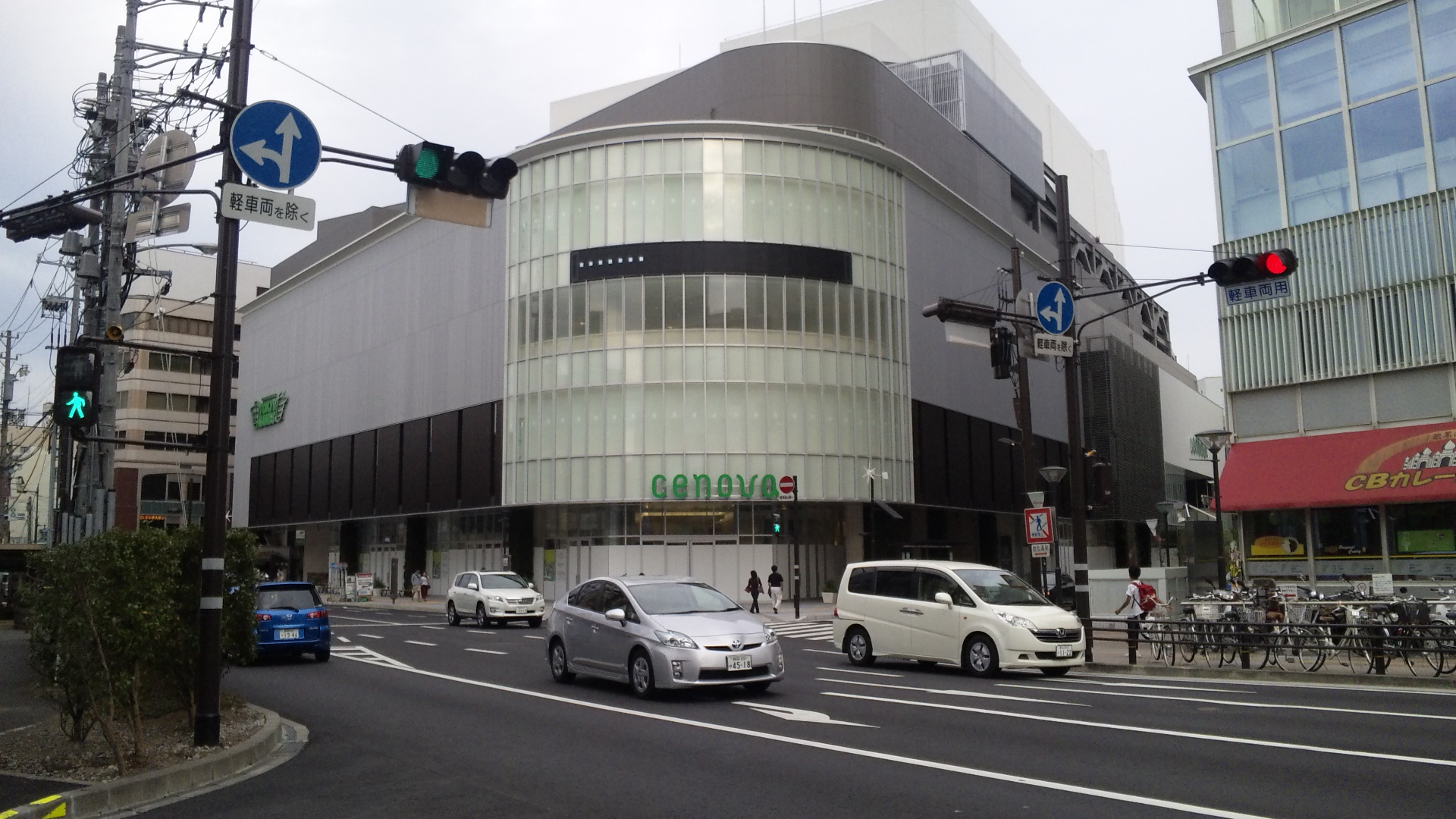
Shin Shizuoka Cenova

Shin-Shizuoka ist die westliche Endstation der 11,0 km langen Shizuoka-Shimizu-Linie. Diese wird von der Bahngesellschaft Shizuoka Tetsudō (Shizutetsu) betrieben und führt zum Bahnhof Shin-Shimizu im Bezirk Shimizu-ku. Tagsüber fahren die Züge alle sechs bis sieben Minuten, während der morgendlichen Hauptverkehrszeit alle drei bis sieben Minuten und abends im Viertelstundentakt. Hinzu kommen mehrere Express-Züge während der morgendlichen Hauptverkehrszeit, die mehrere Zwischenstationen auslassen.
Der Kopfbahnhof steht im zentralen Stadtteil Takajō, nur wenige hundert Meter von der Burg Sumpu und vom Bahnhof Shizuoka entfernt. Er ist vollständig in das neunstöckige Einkaufszentrum Shin Shizuoka Cenova integriert. Dieses gehört einer Tochtergesellschaft der Shizutetsu und ist mit über 150 Läden sowie einem Multiplex-Kino die größte Einrichtung dieser Art in der Stadt. Die Bahnanlage an der Nordseite des Erdgeschosses besitzt drei Gleise an zwei Mittelbahnsteigen. Früher bestand eine Gleisverbindung zur Straßenbahn Shimizu. Ebenfalls in das Einkaufszentrum integriert ist der zentrale Busbahnhof von Shizuoka, an der Südseite des Erdgeschosses gelegen. Er ist die Endstation mehrerer Dutzend Buslinien, wobei die meisten von der zum selben Konzern gehörenden Gesellschaft Shizutetsu Justline betrieben werden.
Im Jahr 2016 zählte der Bahnhof täglich durchschnittlich 18.891 Fahrgäste.

## Geschichte
Die Shizutetsu eröffnet den Bahnhof am 9. Dezember 1908 unter dem Namen Takajōmachi (鷹匠町), zusammen mit dem größten Teil der Strecke zur damals eigenständigen Stadt Shimizu. Ab 28. Juni 1922 waren die Gleise der Bahnlinie unmittelbar mit jenen der neu eröffneten Straßenbahn verbunden. Seinen heutigen Namen erhielt der Bahnhof am 1. Oktober 1954. Mit der Stilllegung der Straßenbahn am 15. September 1962 entfiel auch die Gleisverbindung. In der Ära des Wirtschaftsbooms strebte die Shizutetsu danach, das Bahnhofsgelände besser nutzen zu können. Aus diesem Grund entstand über den Gleisen das Einkaufszentrum Shin Shizuoka Center, das am 15. Mai 1966 eröffnet wurde; bereits fünf Tage zuvor war der zentrale Busbahnhof in Betrieb genommen worden.

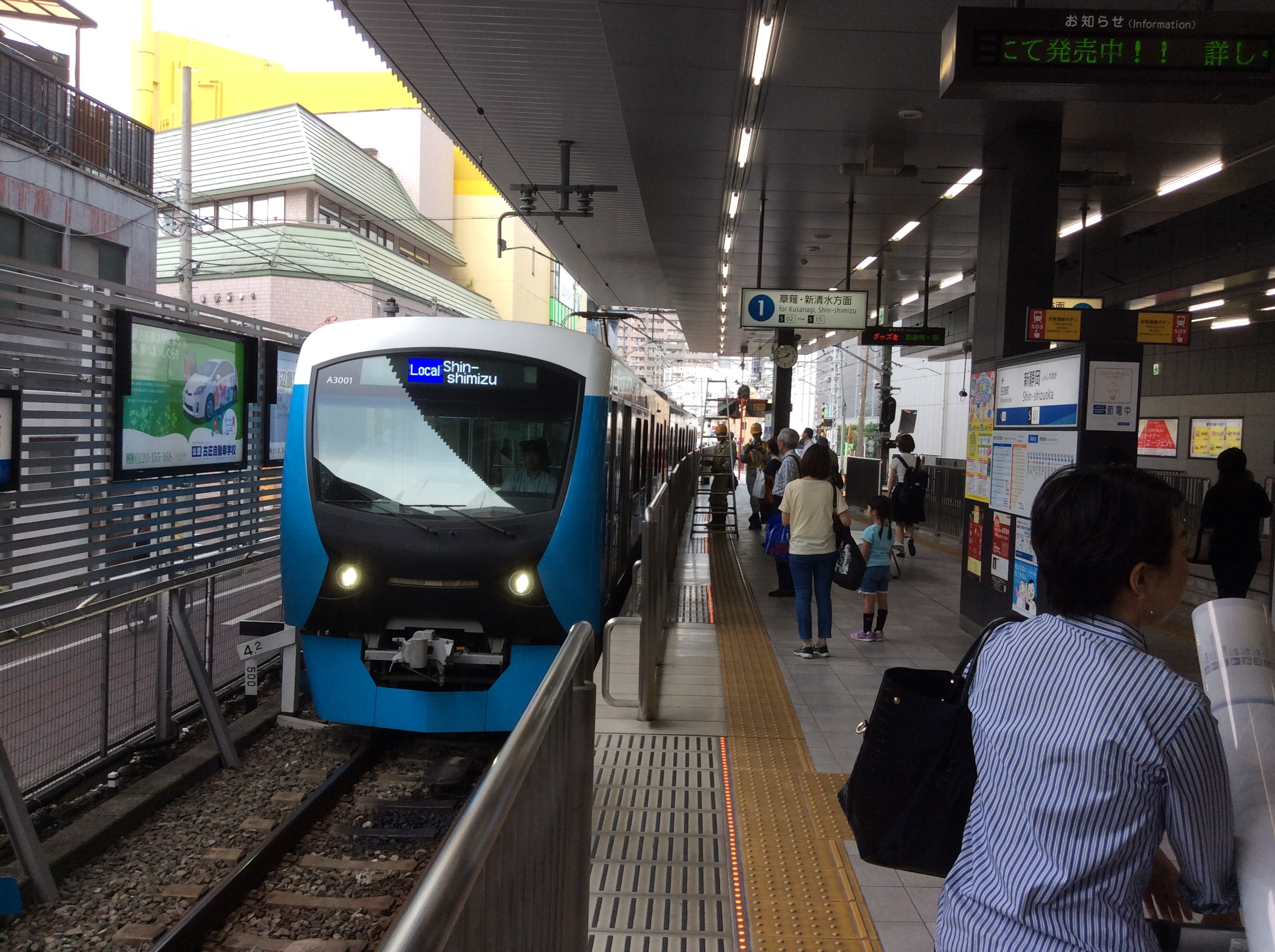
Bahnsteig

Nach über vier Jahrzehnten zeigten sich allmählich Alterungserscheinungen. Hinzu kam das Problem der fehlenden Barrierefreiheit. Aus diesen Gründen beschloss die Shizutetsu einen vollständigen Neubau. Das Shin Shizuoka Center wurde am 31. Januar 2009 geschlossen und daraufhin abgerissen. An seiner Stelle entstand ein neues Einkaufszentrum namens Shin Shizuoka Cenova. Zum Projekt gehörte auch der Umbau des Bahnhofbereichs ab März 2010, wobei der Bahnbetrieb während der gesamten Bauzeit ununterbrochen weiterlief. Das neu erbaute Einkaufszentrum und der umgebaute Bahnhof wurden am 5. Oktober 2011 eröffnet, sechs Tage später folgte der neue Busbahnhof.